# デヴィッド・オレアリー
デヴィッド・アンソニー・オレアリー（David Anthony O'Leary, 1958年5月2日 - ）は、イングランド・ロンドンのストーク・ニューイントン出身の元サッカー選手、元アイルランド代表、サッカー指導者。現役時代のポジションはセンターバック。
現役生活20年の大部分をアーセナルFCで過ごしており、そのアーセナルでの公式戦出場722試合は、クラブ最多出場記録となっている。また、指導者としては晩年に在籍したリーズ・ユナイテッドAFCでキャリアをスタートさせ、アストン・ヴィラFCでも指揮をした。2010年代はアル・アハリ・ドバイの監督を務めていた。

## 経歴

### クラブ

#### アーセナル
アイルランド人の両親の下でアーセナルFCのハイベリー・スタジアム近郊に生まれたオレアリーは、1961年に家族でアイルランド、ダブリンの|ブルーベル (en) へ渡り、アイルランドのシェルボーンFCで育成された後、マンチェスター・ユナイテッドFCのトライアル失敗を経て1973年にアーセナルへ練習生として契約し、1975年8月16日のバーンリーFC戦 (3-3) でトップチーム初出場を飾った。デビュー1季目、しかも僅か17歳だったにもかかわらず公式戦30試合に出場すると、以後の10季の公式戦で40試合以上に出場しており、1年半主将を務めた（グラハム・リックスと役目を交代）ようにチームにとって不可欠の選手となる（負傷の影響から27試合にとどまった1980-81シーズンを除く）中、テリー・ニール監督の下で主にウィリー・ヤングとコンビを組み、1978年と1980年のFAカップと1980年のUEFAカップウィナーズカップ 1979-80で決勝進出に貢献し、1979年のFAカップ決勝でのマンチェスター・ユナイテッドFC戦 (3-2) を下し、自身初の主要タイトルを獲得した。
また、アーセナルでは幾つもの出場記録を塗り替えていた。クラブの出場100試合目と200試合目の最年少記録を打ち立てると、26歳で400試合に到達し、遂には1989年11月14日のノリッジ・シティ戦 (4-3) でジョージ・アームストロングの最多出場記録を622試合に更新した。この時点で足首の負傷もあり、ジョージ・グラハム監督がセンターバックのコンビにトニー・アダムスとスティーヴ・ボールドを選択していたことで中心選手でなかったものの、同1989-1990シーズンは主に右サイドバックとして20試合以上に出場しており、最終節で優勝決定戦の形となったアンフィールドでのリヴァプールFC戦 (2-0) に先発出場すると無失点に抑え、リーグ優勝に貢献した。以後も主に控えだったが、1990-91シーズンに再度リーグ優勝、1992-93シーズンにはFAカップとフットボールリーグカップの2冠を経験した。
下部組織時代から数え20年と長期間在籍していたアーセナルでは、トップチームの公式戦でクラブ最多となる722試合に出場しており、その活躍にクラブの公式サイドで行われた世界中のガナーズ（アーセナルの愛称）ファンが選ぶ偉大な選手トップ50で14位に選出された。

#### リーズ・ユナイテッド
1993年に自由移籍でプレミアリーグのリーズ・ユナイテッドAFCと契約する。当初はレギュラーだったが、アキレス腱を負傷以降は欠場が続き、翌1994-95シーズンも負傷の影響で全試合を欠場した。1995-96シーズン初めまでクラブから給与を貰っていたが、9月に怪我を再発したために37歳で現役引退を発表。リーズでの公式戦は僅か14試合だった。

### 代表
アイルランド人の両親を持つためにアイルランド代表でプレーする資格があり、1976年9月6日のウェンブリー・スタジアムでのイングランド戦 (1-1) でジョニー・ジャイルズ監督によって初出場を飾る。以降、守備の中心選手としてマーク・ローレンソンとセンターバックでコンビを組み、後任のオーイン・ハンド監督の下でも定期的に起用されていたが、ジャッキー・チャールトン監督就任後の1986年5月に自国で開催するミニ大会の参加の打診を家族との休日を優先させた影響から、1988年11月までの約2年招集されず、その間のUEFA欧州選手権1988参加も逃した。その間にケヴィン・モーランとミック・マッカーシーが守備の要としての地位を確立していたことで控えにまわることになったが、アイルランド代表史上初のFIFAワールドカップとなった1990 FIFAワールドカップのルーマニアとのPK戦 (5-4) で代表でのハイライトが訪れる。同試合でスティーヴ・ストーントンに代わって途中出場し、26分プレーしたオレアリーは、0-0の引き分けによるPK戦のキッカーを任されており、両チームが4本ずつ成功させた後、相手キッカーのダニエル・ティモフテのPKをパット・ボナーを止めると、次のPKを成功させて準々決勝進出に貢献した。
それから3年後の1993年までプレーしており、UEFA EURO '92予選のトルコ戦 (5-0) で代表初にして唯一の得点を挙げた。

### 監督
現役引退から程なくしての1996年9月、アーセナル時代に師事したグラハム監督の下、現役最後を過ごしたリーズ・ユナイテッドの助監督として指導者の道を歩み始め、グラハム監督がトッテナム・ホットスパーFCへ去るまで2年間務めた。

#### リーズ・ユナイテッド
グラハム監督がトッテナムへ去った後の1998年10月、クラブは後任に当初マーティン・オニール監督に白羽の矢を立てるも、失敗したためにオレアリーが監督に昇格し、3年契約を締結すると、監督1季目ながらも1998-99シーズンにリーグ戦で4位に付ける手腕を見せ、UEFAカップ1999-2000出場資格を得る。翌1999-2000シーズンは、欧州カップ戦で準決勝のガラタサライ戦まで進出し、リーグ戦では昨季より順位を挙げて3位でUEFAチャンピオンズリーグ 2000-01出場権を獲得しており、これはプレミアリーグ設立の1992-93シーズン以降でクラブ史上初のUEFAチャンピオンズリーグ参戦となった。これによりリーグで最高の若手監督の1人としての名声を得、さらに、ユービーアイソフトからゲームボーイカラーで自身の名を冠したO'Leary Manager 2000が発売されるほどに注目された。
しかし、1993-94シーズンは、チャンピオンズリーグで旋風を起こして準決勝のバレンシアCF戦に出場する一方、リーグ戦では少し順位を下げてUEFAカップ圏内に終わった。そして、この結果によって、ピーター・リズデイル会長が定期的なチャンピオンズリーグ参戦を考えて将来のシーズンシート等の収入を見越し、予算編成で6000万ポンドを組んで金銭を借りていたことが、後にクラブにとって深刻な障害となった。翌2001-02シーズンは頻繁に首位となり、2002年1月1日まで続く良い前半戦を過ごしていたものの、後半戦になると調子を崩して低迷した結果として5位でシーズンを終え、再びチャンピオンズリーグ出場権を逃した。また、同シーズン中にはリー・ボウヤーとジョナサン・ウッドゲイトを含む4人選手がリーズ市内中心部でアジア人留学生を暴行したとして起訴されており、この案件に加えてクラブの資金難で疲弊しているとのクラブの内情を自身が暴露したLeeds United On Trialを突如として出版する等、ピッチ外でも混沌としていた。
監督就任から2002年6月までの4年未満でウッドゲイト、ボウヤー、アラン・スミス、ハリー・キューウェル、スティーブン・マクファイル、アイリク・バッケ、イアン・ハート、ダニー・ミルズ（ミルズは、チャールトン・アスレティックFCから4万ポンドで獲得）等の多くの若手を次々と育成し、ヤング・リーズと呼ばれるチームを作り上げて躍進する一方、リオ・ファーディナンド、ロビー・ファウラー、ロビー・キーン、マーク・ヴィドゥカといった選手獲得のために約1億ポンドを費やしており、6位以下こそなかったものの、優勝の結果を残すことが出来ず、同月に解雇されてテリー・ヴェナブルズ監督に置き換えられた。しかし、この交代劇は、財政難による主要選手数人の売却も手伝って効果を上げるどころか負の連鎖へと陥り、ヴェルナブルズ、ピーター・リード、エディー・グレイと監督の首がすげ替えられるも、遂に2003-04シーズンにフットボールリーグ・チャンピオンシップへと降格。それから3年後にクラブは8000万ポンドの負債を抱えて破産を申請し、これに伴い勝ち点が剥奪されたため、シーズン終了を待たずしてフットボールリーグ1(3部)へと転落した。
2007年、その衰退していくチームに関するインタビューで「ファンは素晴らしく、良い時間を過ごしたここを離れたくはなかった。クラブが踏みとどまるのを望んでいる」と語り、また、リズデイル会長が去った後にリーズの監督に復帰したいとも述べた。

#### アストン・ヴィラ
リーズ・ユナイテッド解雇に伴い自由契約となった後、2002-03シーズン中は様々なクラブから関心を寄せられ、特に10月にはリード監督の後任候補の1人としてサンダーランドAFCの次期監督に名前が挙がっており、3月にはハワード・ウィルキンソン監督の後任候補としてサンダーランドの次期監督に再度名前を連ねていた。また、両方の時期に自身の師匠であるグラハム監督も後任候補の1人だった。しかし、最終的には2003年5月にアストン・ヴィラFCと契約するまでは無所属だった。
グレアム・テイラー監督の後任として3年契約を締結したアストン・ヴィラでは、昨季16位だったチームの再建を任されての就任だったが、11月上旬まで降格圏寸前にいた。この状況を資金不足により限られた陣容で打開することになったオレアリーは、前任のテイラー監督の下で不振だった（昨季15試合1得点）ストライカーのファン・パブロ・アンヘルに全幅の信頼を寄せ、アンヘルもその期待に応えると、チームは最終節までに欧州カップ出場圏内まで順位を上げていた。最終的に6位でシーズンを終了し、ミルウォールFCがFAカップ決勝戦へ進出したことに加え、ミドルズブラFCがリーグカップで優勝したことで欧州カップ戦参加にあと一歩届かなかったものの、苦しい台所事情にありながらも一定の成果を挙げることに成功した。
2004-05シーズン
昨季よりも上の順位を見据えてのスタートを切った2004-05シーズンは、ダグ・エリス会長から緊縮が告げられ補強資金は制限されていたにもかかわらず、ディフェンダーのマルティン・ラウルセンとヴァーツラフ・ドロブニー、ミッドフィルダーのマテュー・ベルソン、フォワードのカールトン・コールとフィールドプレイヤーの全ポジションにテコ入れをしたにもかかわらず、エースのアンヘルが昨季の半分以下の得点しか挙げられなかったことも影響して順位を下げ、10位の結果に終わっており、シーズン中には降格圏内にもいた。また、自身のモチベーターとしての能力をファンから疑問視されていたが、戦力外と見られていたリー・ヘンドリーと不安定さを見せていたノルベルト・ソラーノを復活させ、疑問を払拭している。
2005-06シーズン
翌2005-06シーズンは、ミラン・バロシュとケヴィン・フィリップスを含む8選手の大型補強を敢行し、チームの質を上げたかに思われたが、更に順位を下げる結果となり、また、自身が「ファンは移り気なもの」と言い放ったことでファンとの関係も悪化していた。開幕17試合で勝ち点僅か17と不振に苦しみ、12月の時点では降格圏内寸前にあり、さらにリーグカップでは3部のドンカスター・ローヴァーズFC相手に0-3と敗北する等、ファンとメディアから非難される。しかし、冬の期間でエヴァートンFC戦 (4-0) とミドルズブラFC戦 (4-0) で勝利し、首位を独走するチェルシーFC戦 (0-0) で引き分けに持ち込んで改善の兆しを見せ、最終的に降格圏より2つ上の16位でシーズンを終了した。なお、ライバル関係にあるバーミンガム・シティFCとウェスト・ブロムウィッチ・アルビオンFCが降格したことによって新シーズンは、アストン・ヴィラだけがウェスト・ミッドランズを拠点とする唯一のクラブとなった。
2005-06シーズン終了後にオレアリーとクラブ双方の周囲で嵐が吹き荒れた。2006年7月14日にアストン・ヴィラの選手からエリス会長を批判する共同声明が出され、19日には双方合意によってオレアリーの契約が解除されることになる。それから数ヶ月後にエリス会長からランディ・ラーナー会長へと交代し、オニール監督が新たに就任した。

#### アル・アハリ
2010年7月4日にヘンク・テン・カテ監督の後任としてUAEリーグのアル・アハリ・ドバイで監督業に復帰し、最初の仕事は新加入のファビオ・カンナヴァーロを主将に据えることだった。2011年4月2日にアル・ジャジーラ・クラブ戦 (1-5) で敗北したことを受けて解任され、22日に正式にクラブからロイ・エイトケン助監督と共に解任が発表された。しかし、3年契約の内2年を残しての解任だったことで、アル・アハリからの補償を得るために2012年3月にFIFAへ助力を求め、2013年5月に520万ドル（334万ポンド）の補償を獲得した。その際にクラブ側は、15試合（6勝利）後にオレアリーの方から辞任したと訴えるも棄却されている。

### 私生活
オレアリーの弟ピアースも同じく元アイルランド代表であり、引退後はクリーニング事業を展開していたが、2013年に負債により倒産している。また、ピアースの息子ライアンもサッカー選手で、生まれ育ったスコットランドを選択したために年代別のスコットランド代表でのプレー経験を持つ。

## 獲得タイトル

### 選手時代
クラブ
アーセナルFC
- フットボールリーグ1部 : 1988-89, 1990-91
- FAカップ : 1978-79, 1992-93
- フットボールリーグカップ : 1986-87, 1992-93

クラブ
- フットボールリーグ1部ベストイレブン : 1978-79, 1979-80, 1981-82

### 監督時代

#### 個人
- プレミアリーグ月間最優秀監督：3回（1999年3月、2001年3月、2001年4月）